# Ligament fémoro-patellaire médial
Le ligament fémoro-patellaire médial est un ligament de l'articulation fémoro-patellaire. Il correspond à l'aileron chirurgical interne dans l'ancienne nomenclature.
Il possède une importance fonctionnelle dans les luxations latérales de la patella.

## Description
Le ligament fémoro-patellaire médial s'insère sur la partie proximale de la patella, et s'étend jusqu'à la partie médiale de l'épiphyse distale du fémur, à un point situé en dessous du tubercule du grand adducteur, et en arrière et en dessus de l'épicondyle médial.
Le ligament possède une forme triangulaire, plus large au niveau de l'insertion patellaire que de l'insertion fémorale. Il a une longueur moyenne de 5-6 cm.
Le muscle vaste médial s'insère sur la partie antérieure du ligament et renforce ainsi son action de maintien médial de la patella lors de sa contraction.

## Anatomie fonctionnelle
Lors de la flexion du genou, en raison de l'anatomie de la partie antérieure de l'extrémité du fémur, une force de déviation latérale est appliquée sur la patella, qui se retrouve projetée en dehors. Pour éviter cette translation, la partie distale du muscle vaste médial, qui s'étend du tendon du grand adducteur jusqu'à la partie supérieure de la patella et jusqu'au tendon du quadriceps, se contracte et le ligament fémoro-patellaire médial se tend.
On considère ainsi que 50 à 60 % des forces de maintien médial de la patella sont fournis par le ligament fémoro-patellaire médial. Cette action est eneffet complétée par le muscle vaste médial, le ligament patello-tibial et le ligament patello-méniscal.

## Aspect clinique

### Lésion du ligament patello fémoral médial
Le ligament fémoro-patellaire médial est retrouvé rompu dans plus de 90 % des luxations aiguës de la patella.À ce titre, une reconstruction du ligament peut être proposée pour prévenir des luxations récurrentes de la patella.